# فلوتو
فلوتو (بالألمانية: Vlotho) هي بلدة ألمانية تقع في هرفورد في ألمانيا. يقدر عدد سكانها بـ 19,558 نسمة .

## المدن التوأمة
مدن Aubigny-sur-Nère و Lubsko هي مدن توأمة لـفلوتو.